# Lycaena tithonus
Lycaena tithonus är en fjärilsart som beskrevs av Jacob Hübner 1798/803. Lycaena tithonus ingår i släktet Lycaena och familjen juvelvingar. Inga underarter finns listade i Catalogue of Life.